# Совка рожева
Совка рожева (Aedophron rhodites) — вид метеликів родини совок (Noctuidae).

## Поширення
Вид поширений у східному Середземномор'ї, включаючи Балкани, через Україну та Молдову до Центральної Азії. Живе у сухих степах і напівпустелях. В центральноазійських пустелях трапляється в оазах.